# Пустынный блюз
Пустынный блюз (англ. Desert blues), или Тишумарен (Tishoumaren (ⵜⵉⵛⵓⵎⴰⵔⴻⵏ в нео-тифинагской письменности) или Ассуф (assouf), известный в мире как desert blues, — это стиль музыки из региона Сахары на севере и западе Африки. Критики описывают его как слияние блюза и рок-музыки с туарегской, малийской или североафриканской музыкой. Для его описания используются различные другие термины, включая пустынный рок, сахарский рок, такамба, малийский блюз, туарегский рок или просто «гитарная музыка». Пионерами стиля стали туарегские музыканты в регионе Сахары, в частности в Мали, Нигере, Ливии, Алжире, Буркина-Фасо и других странах; его также развивали исполнители народа сахарави в Западной Сахаре.
Музыкальный стиль сформировался как выражение культуры традиционно кочевого народа туарегов в условиях сложной социально-политической ситуации, включая восстания, повсеместное перемещение и изгнание в постколониальной Африке. Слово Tishoumaren происходит от французского слова chômeur, что означает «безработный».
Первым пионером и популяризатором жанра за пределами Африки стал малийский певец и мультиинструменталист Али Фарка Туре, а затем группа Tinariwen, получившая премию «Грэмми-2012» за лучший альбом этнической музыки (Tassili, Best World Music Album). В последние годы такие исполнители, как Mdou Moctar и Bombino, продолжили адаптацию сахарской рок-музыки и добились международного успеха.

## История
Туареги живут в регионе Северной и Западной Африки, который охватывает большую часть Сахары на территории современных государств Мали, Алжира, Нигера, Ливии и Чада, и в меньшей степени — Буркина-Фасо и Нигерии. На протяжении многих сотен лет они были кочевыми скотоводами, участвовавшими в транссахарской торговле.
На рубеже XX века туареги оказались под французским колониальным господством после длительного сопротивления и побежденного восстания. После ухода колониальных властей в 1950—1960-х годах земли, населенные туарегами, были поделены между шестью новыми странами — Мали, Алжиром, Нигером, Ливией, Буркина-Фасо и Чадом, в результате чего туареги стали этническим меньшинством во всём регионе. В последующие несколько десятилетий природные ресурсы сократились из-за усиливающегося опустынивания, и с тех пор меньшинства туарегов были вовлечены в ряд конфликтов и восстаний, создавая трудности для выживания туарегов и их культуры.
Многие молодые люди, в том числе и будущие члены группы Tinariwen, устроились на работу в военное подразделение Тамашек, которое собирал ливийский военный лидер Муаммар аль-Каддафи

## Ишумар
Молодые люди, часто скитавшиеся из города в город, играли на гитаре, сначала акустической, а затем электрической. Этих людей называли ишумар (Ishumar) — термин, происходящий от французского слова chômeur, обозначающего безработного. Родоначальниками музыкального жанра были Tinariwen, группа музыкантов в лагерях, спонсируемых Каддафи, которые создали свою группу в 1979 году. Tinariwen были первой группой тамашеков, в которой использовались электрогитары; они считаются родоначальниками стиля. Во время восстания против правительства Мали музыка Tinariwen распространялась через лагеря на аудиокассетах. В начале 1990-х годов группа начала получать более широкую известность благодаря сотрудничеству с французской группой Lo’jo. Дополнительные методы распространения, особенно mp3 на мобильных телефонах? и музыкальные фестивали, такие как Festival au Désert, способствовали росту популярности стиля в 2000-х и 2010-х годах.

## Музыкальный стиль
В стиле смешиваются электрический блюз с ближневосточными и африканскими звуками.
Песни, как правило, исполняются на берберском языке тамашек. Лирика описывается как уходящая корнями в традиционную туарегскую поэзию, с темами восстания, войны и красоты, и часто упоминается сама пустыня Сахара. Тоска по дому и стремление сохранить традиции туарегов перед лицом изгнания также исследуются.
В музыкальном плане корнями стиля являются барабан тенде и трехструнная малийская лютня тегердент. Другим влиянием является музыка чааби из Магриба. Многие сахарские рок-музыканты называют Джими Хендрикса одним из основных влияний, в том числе Мду Моктар, которого называют «Хендриксом Сахары».